# Pietro Tordi
Pietro Tordi (* 12. Juli 1906 in Florenz; † 1990 in Rom) war ein italienischer Schauspieler.

## Leben
Tordi arbeitete zunächst als Grundschullehrer, bis er seine Leidenschaft für die Schauspielerei zu seinem Beruf machte. In den 1930er Jahren arbeitete er – mit einer wohltönenden tiefen Stimme ausgestattet – für das Radioprogramm der EIAR und gehörte in den 1950er Jahren zu den schauspielenden Pionieren der RAI. Seit 1937, regelmäßig seit 1942, spielte er auch in Kinofilmen; bis zu seinem Karriereende trat er in fast 140 Filmen und Fernsehstücken in Nebenrollen als väterlicher Freund, Bürger oder Arzt auf. Die Rolle des Strafverteidigers von Baron Cefalù in Scheidung auf italienisch und des Professors Rivaroli in Abend ohne Alibi gehören zu seinen bekanntesten. Er verwendete dazu auch die Pseudonyme Peter Barclay und Peter Tordy.

## Filmografie (Auswahl)
- 1937: Il dottor Antonio
- 1947: Der weiße Teufel (Il diavolo bianco)
- 1949: Die Mauern von Malapaga (Le mura di Malapaga)
- 1950: Mönch und Musketier (Il figlio di D'Artagnan)
- 1950: Vendetta (Non c'è pace tra gli ulivi)
- 1951: Achtung, Banditi! (Achtung! Banditi!)
- 1951: Andere Zeiten (Altri tempi)
- 1951: Messalina
- 1951: O.K. Nero (O.K. Nerone)
- 1951: Quo vados?
- 1952: Anita Garibaldi (Camicie rosse (Anita Gribaldi))
- 1952: Es geschah Punkt 11 (Roma ore 11)
- 1952: Genoveva (La leggenda di Genoveffa)
- 1952: Die Königin von Saba (La regina di Saba)
- 1952: Die Stumme von Portici (La muta di Portici)
- 1952: Warum hast du mich betrogen? (Inganno)
- 1953: Der Sohn des weißen Teufels (Ivan, il figlio del Diavolo Bianco)
- 1954: Tage der Liebe (Giorni d’amore)
- 1954: Gekreuzte Klingen (Il Maestro di Don Giovanni)
- 1955: Eine Frau für schwache Stunden (La bella mugnaia)
- 1956: Genie und Wahnsinn (Kean)
- 1956: Saragossa (Orlando e i Paladini di Francia)
- 1956: Die Sklavinnen von Karthago (Le schiave di Cartagine)
- 1958: Siegfried – Die Sage der Nibelungen (Sigfrido)
- 1959: Kastell der Verräter (Il cavaliere senza terra)
- 1959: Theaterträume (Il mondo dei miracoli)
- 1959: Und den Henker im Nacken (Vite perdute)
- 1959: Unter glatter Haut (Un maledetto imbroglio)
- 1960: Königin der Barbaren (La regina dei tartari)
- 1960: Robin Hood und die Piraten (Robin Hood e i pirati)
- 1960: Das Schwert des roten Giganten (I giganti della Tessaglia (Gli Argonauti))
- 1961: Scheidung auf italienisch (Divorzio all’italiana)
- 1962: Die drei Musketiere der Meere (I moschettieri del mare)
- 1962: Der Gladiator von Rom (Il gladiatore di Roma)
- 1963: Brenno - der Herr des Schreckens (Brenno il nemico di Roma)
- 1963: Herkules, Samson und Odysseus (Ercole sfida Sansone)
- 1963: Reiter des Schreckens (Il terrore dei Mantelli Rossi)
- 1963: Schlüssel zum siebten Himmel (L'attico)
- 1963: Verrückte Seefahrt (Mare matto)
- 1964: Minnesota Clay
- 1964: Der Ritt nach Alamo (La strada per Fort Alamo)
- 1964: Der Sieger von Samarkand (Il ladro di Damasco)
- 1964: Soraya – Sklavin des Orients (Anthar l'invincibile (Il mercante di schiave))
- 1965: Angélique, 2. Teil (Merveilleuse Angélique)
- 1965: Fantomas gegen Interpol (Fantomas se déchaîne)
- 1965: Die richtige Frau im falschen Bett (Letti sbagliati)
- 1965: Sieben gegen alle (Sette contro tutti)
- 1965: Sie nannten ihn Gringo
- 1966: Arizona Colt (Arizona Colt)
- 1966: El Rocho – der Töter (El Rojo)
- 1966: Irren ist tödlich (Per qualche dollaro in meno)
- 1966: Die Stationen unserer Liebe (Le stagioni del nostro amore)
- 1967: Die Abenteuer des Kardinal Braun (Operazione San Pietro)
- 1967: Die Doppelgänger (Colpo maestro al servizio di Sua Maestà Britannica)
- 1967: Hexen von heute (Le streghe)
- 1967: Wanted
- 1968: Django – Melodie in Blei (Uno di più all'inferno)
- 1968: Luana - der Fluch des weißen Goldes (Luana, la figlia della foresta vergine)
- 1968: Der Sohn des Schwarzen Adlers (Il figlio di Aquila Nera)
- 1971: Abend ohne Alibi (In nome del popolo italiano)
- 1971: Das nackte Cello (Il merlo maschio)
- 1972: Allein gegen das Gesetz (Il vero e il falso)
- 1972: Was? (Che?)
- 1973: Alle für einen – Prügel für alle (Tutti per uno… botte per tutti)
- 1973: Die Ermordung Matteottis (Il delitto Matteotti)
- 1975: Die Sexmaschine (Conviene far bene l'amore)
- 1975: Warum bellt Herr Bobikow? (Cuore di cane)
- 1977: Abendessen mit anschließendem Frühstück (Pane burro e marmellata)
- 1978: Wie man seine Frau verliert und eine Freundin gewinnt (Come perdere una moglie… e trovare un'amante)
- 1979: Der Millionenfinger (Mano di velluto)
- 1980: Omar Mukhtar – Löwe der Wüste (Lion of the Desert)
- 1981: Die tolldreisten Streiche des Marchese del Grillo (Il Marchese del Grillo)
- 1981: Wettlauf nach Bombay (La nouvelle malle des Indes) (Fernseh-Mehrteiler)
- 1988: Stradivari
- 1990: Kein Mann für die Liebe (Il male oscuro)